# Jan Taminiau
Jan Taminiau (* 14. September 1975 in Goirle) ist ein niederländischer Modedesigner mit Sitz in Amsterdam.

## Biografie

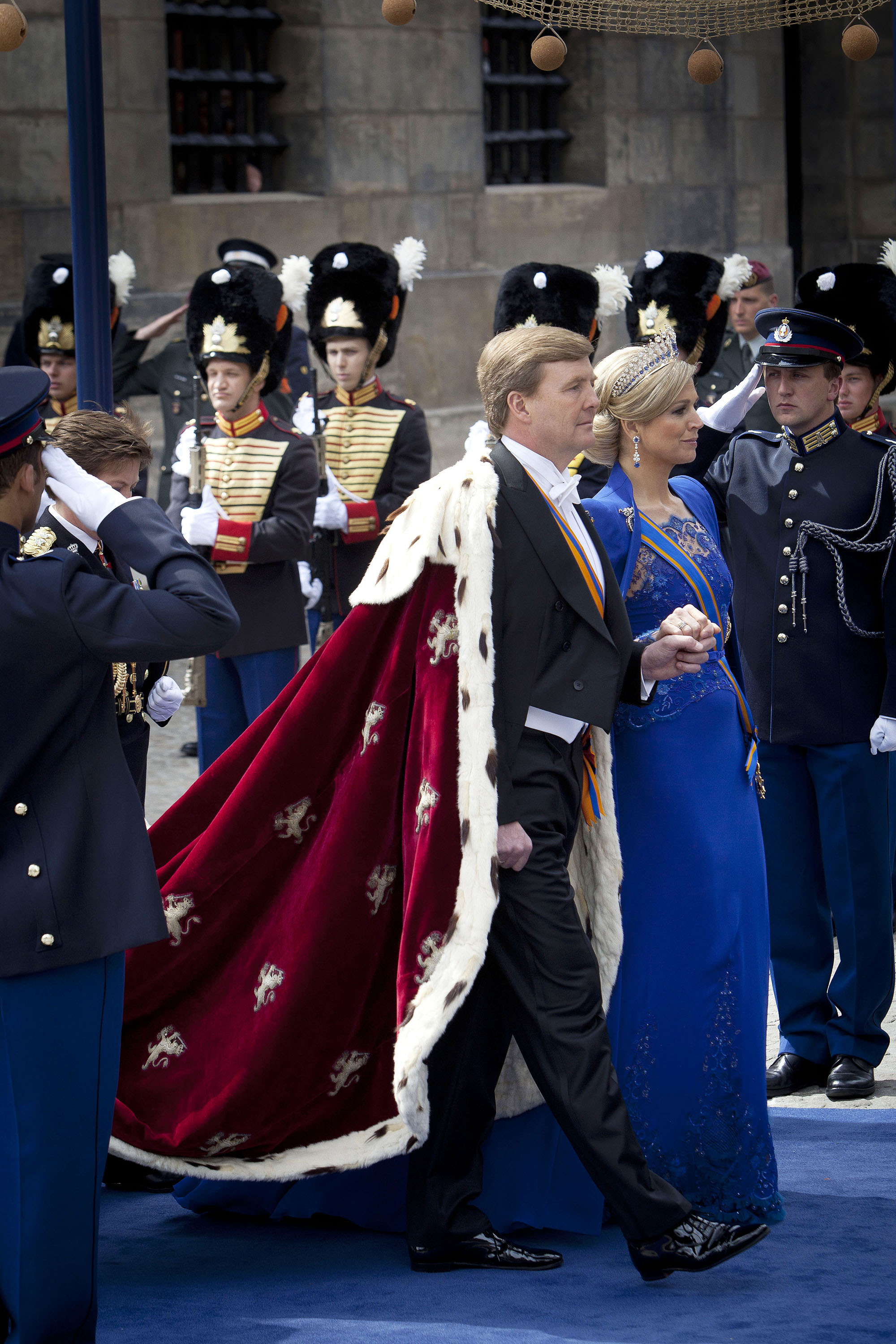
Königin Máxima bei der Inthronisation in einem Kleid von Jan Taminiau

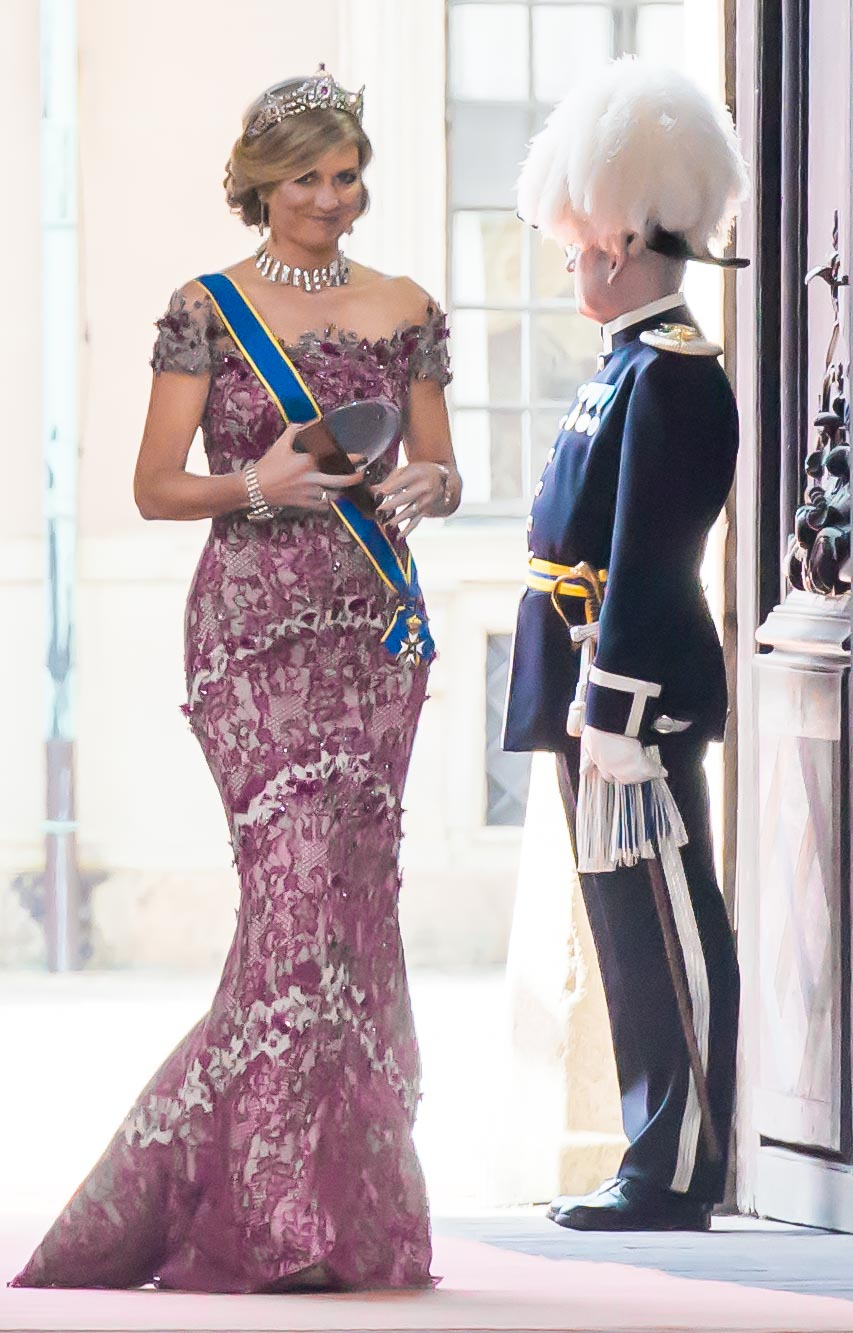
Königin Máxima in einem Kleid von Jan Taminiau

Taminiau stammt einer Tilburger Familie von Antiquitätenhändlern, Dekorateuren und Designern. Der Familientradition folgend studierte er zunächst an der Europäischen Schule für Antiquitäten in Antwerpen, später an der Kunstakademie St. Joost in Breda, bevor er sich schließlich der Mode zuwandte und ein Studium an Hochschule für Kunst in Arnheim aufnahm, das er 2001 abschloss. Nach einem Masterkurs am Fashion Institute Arnheim ab 2003 und verschiedenen Praktika bei Olivier Theyskens, Oscar Süleyman, Hurel und Hubert Barrere in Paris begann die Arbeit an seiner ersten eigenen Kollektion ‘Unfolding’, die er bei der Pariser Modewoche präsentierte.
2004 gründete der Modeschöpfer sein eigenes Modelabel JANTAMINIAU. Seit 2007 präsentiert Taminiau zweimal im Jahr seine Haute Couture Kollektionen im Rahmen der Pariser Couture Fashion Week.
Zu seinen Kunden zählen heute neben der niederländische Königsfamilie die Moderatorin Sylvie Meis, Königin Mathilde der Belgier, Prinzessin Claire von Luxemburg, Beyoncé sowie Lady Gaga. Zu seinen bekanntesten Arbeiten zählen mit Sicherheit die beiden von Königin Máxima im Rahmen der Inthronisationsfeierlichkeiten getragenen Modelle sowie das Korkkleid, das Lady Gaga im Video zu 'You and I' trägt.
Der Designer präsentierte seine Arbeit auch in mehreren Ausstellungen, unter anderem bei der Welt-Garten-Expo Floriade 2012 in Venlo und der Ausstellung "Dutch Paradox" in den Galeries Lafayette.
Taminiau war auch schon als Kostümbildner tätig, beispielsweise für Die Tribute von Panem – The Hunger Games und das Theaterstück 'Vom Winde verweht'.